# I Carinae
I Carinae (HD 90589 / HR 4102 / HIP 50954) es una estrella en la constelación de Carina de magnitud aparente +4,00 que se encuentra a 52,9 años luz de distancia del sistema solar. No debe ser confundida con i Carinae (HD 79447) ni con l Carinae (HD 84810), esta última una conocida variable cefeida. 
Anteriormente clasificada como subgigante, I Carinae es considerada actualmente una estrella de la secuencia principal de tipo espectral F3V. Siendo un 55% más masiva que el Sol, I Carinae brilla con una luminosidad 6 veces mayor que la luminosidad solar, mostrando claramente cómo un incremento —incluso pequeño— en la masa implica un considerable aumento en la luminosidad.
Tiene una temperatura efectiva de 6794 K y el valor de su metalicidad es comparable a la del Sol.
Su edad se estima en 900 millones de años.
Como otras estrellas calientes, I Carinae rota considerablemente más deprisa que el Sol. Mientras que por debajo de cierta temperatura, las estrellas giran sobre sí mismas a una velocidad cercana a la del Sol (2 km/s), por encima de cierto límite la velocidad de rotación aumenta bruscamente, llegando en algunas estrellas calientes a superar los 300 km/s. I Carinae se encuentra justo por encima de dicho límite, lo que se traduce en una velocidad de rotación proyectada de 51,6 km/s, con un período de rotación de al menos 1,68 días —compárese con el del Sol, de aproximadamente 26 días—.
Se piensa que I Carinae puede ser una ligeramente estrella variable con una pequeña variación en su brillo de 0,04 magnitudes.